# Tommy Olivencia
Tommy Olivencia (né le 15 mai 1938 à Santurce, Porto Rico, mort le 23 septembre 2006 à San Juan, Porto Rico), de son vrai nom Ángel Tomás Olivencia Pagán, était un musicien de salsa portoricain. 
Tommy Olivencia a beaucoup contribué à la salsa portoricaine et la musique tropicale et a influencé des artistes tels que Marvin Santiago, Paquito Guzmán, Lalo Rodríguez, Gilberto Santa Rosa, Frankie Ruiz et Hector Tricoche au cours de ses plus de 30 ans d'activité .

## Biographie
Tommy Olivencia a commencé comme chanteur à l'âge de 16 ans. Il joua plus tard de la trompette et prit la direction de divers combos. Son premier orchestre dans les années 1960 s'appelait Tommy Olivencia y La Primerísima Orquesta de Puerto Rico. Depuis 1978, il a travaillé avec quatre trompettistes et deux trombonistes, qui ont créé un style de musique avec un fort "swing".  
Tommy Olivencia a produit pour diverses maisons de disques telles que Tioly, Inca Records, Capitol / Emi Latin ou TH (TopHits) Records. Depuis 1990, Tommy Olivencia et son orchestre sont l'un des groupes de salsa les plus populaires de Porto Rico. Ses premiers chanteurs ont été Chamaco Ramírez et Paquito Guzmán, ce dernier ayant commencé plus tard une carrière solo. 
Peu de temps après la sortie de son album solo "Alive and Kicking" en 1979, Chamaco Ramírez est mort des suites d'une overdose en 1983.
De 1975 à 1976, Paquito Guzmán fut le deuxième chanteur du groupe Tommy Olivencia y su Combo et l'un des pionniers de la salsa romántica / salsa érotique au milieu des années 1980. 
La musique de Tommy Olivencia a influencé nombreux artistes de salsa talentueux. Parmi les plus grands succès d'Olivencia on peut citer des chansons comme « Planté Bandera », « El Negro Chombo », « Evelio y La Rumba », « Lobo Domesticado », « Lapiz de Carmín », « Viajera », « Primero Fui Yo », « No Tires La Primera Piedra », qui ont souvent été repris par des chanteurs et des groupes ultérieurs. Après avoir souffert d'un diabète sévère, Tommy Olivencia est décédé d'une insuffisance cardiaque en 2006.

## Discographie

### Compilations
- Lo Mejor de Tommy Olivencia, 1975
- La Fiesta de Soneros, 1978
- 30 Aniversario, 1987
- Las 12 Grandes de Tommy Olivencia, 1991
- Oro Salsero: 20 Éxitos, 1994
- Show, 1996
- Oro Salsero: 10 Éxitos Vol. 1, 1996
- Éxitos Vol. 1, 1997
- Serie Millennium 21, 1999
- Serie Sensacional: La Sensación de Tommy Olivencia, 2000
- 40 Aniversario, 2002
- 40 Aniversario: En Vivo, 2002
- Pura Salsa, 2006
- La Historia... Mis Éxitos, 2007
- 12 Favoritas, 2013
- La Trayectoria Musical Vol. 2

## Prix et récompenses
- Prix du mérite de la musique portoricaine du Sénat de Porto Rico
- Prix Cordero de Oro et El Buho de Oro au Panama
- Prix Golden Agüeybaná, Porto Rico
- Prix du 11 novembre, Colombie

## Liens
- Notices d'autorité :   - VIAF
  - ISNI
  - BnF (données)
  - IdRef
  - LCCN
  - GND
  - Espagne
  - WorldCat
- Ressources relatives à la musique :   - AllMusic
  - Billboard
  - Discogs
  - MusicBrainz
  - Muziekweb
  - Songkick